# 上川龍之進
上川 龍之進（かみかわ りゅうのしん、1976年 - ）は、日本の政治学者。大阪大学大学院法学研究科教授。専門は政治過程論、政治経済学、現代日本政治論、行政学。特に金融・マクロ経済政策の政治学的分析。村松岐夫に師事。

## 略歴
1998年京都大学法学部卒業。2002年、同大学院法学研究科博士課程修了。京都大学博士（法学）。日本学術振興会特別研究員、愛媛大学法文学部助手・講師、大阪大学大学院法学研究科助教授、准教授を経て、現職。

## 著書

### 単著
- 『経済政策の政治学―90年代経済危機をもたらした「制度配置」の解明』（東洋経済新報社、2005年）
- 『小泉改革の政治学―小泉純一郎は本当に「強い首相」だったのか』（東洋経済新報社、2010年）
- 『日本銀行と政治―金融政策決定の軌跡』（中公新書、2014年）